# Highland Park (Illinois)
Highland Park – miasto w Stanach Zjednoczonych, w aglomeracji chicagowskiej w stanie Illinois, w hrabstwie Lake. W 2023 liczyło 30 272 mieszkańców.
Highland Park zostało założone w roku 1869 i liczyło wówczas 500 mieszkańców dwóch osiedli: St. John i Port Clinton. W roku 1899 miasto wchłonęło również pobliską Ravinię.
Atrakcje Highland Park to centrum handlowe w śródmieściu i koncerty muzyczne w Ravinii. Ravinia to park, będący równocześnie miejscem, gdzie odbywają się w lecie koncerty muzyki klasycznej, jazzu i popu. Widownia może pomieścić 3200 słuchaczy. Od roku 1936 gospodarzem festiwali muzycznych w Ravinii jest Chicagowska Orkiestra Symfoniczna.

## Ludność
Zdecydowana większość (82,6%) mieszkańców to biali niebędący Latynosami i jedną dziesiątą stanowią Latynosi. Mieszkańcy deklarują głównie pochodzenie niemieckie (13,8%), irlandzkie (9,2%), rosyjskie (8,8%), angielskie (8,2%), polskie (8,2%) meksykańskie (7,3%) i włoskie (7%).
Średni dochód gospodarstwa domowego (dane z 2023) w Highland Park wynosi 161 875 dolarów, zaś dochód na mieszkańca 96 970 dolarów. 3,3% mieszkańców żyje poniżej relatywnej granicy ubóstwa. Średni dochód gospodarstwa domowego jest ponad dwukrotnie wyższy od krajowej wartości. 

## Urodzeni w Highland Park
- Alexandra Frantti – amerykańska siatkarka
- Aaron Swartz – amerykański programista, współtwórca standardu RSS

## Miasta partnerskie
- Ferrara, Włochy
- Puerto Vallarta, Meksyk
- Kirjat Gat, Izrael